# Ръдърфорд (окръг, Северна Каролина)
Вижте пояснителната страница за други значения на Ръдърфорд.
Окръг Ръдърфорд (на английски: Rutherford County) е окръг в щата Северна Каролина, Съединени американски щати. Площта му е 1466 km², а населението – 66 421 души (2016). Административен център е град Ръдърфордтън.